# American Express Centurion
American Express Centurion – karta kredytowa wydawana przez American Express popularnie znana jako Czarna Karta istniejąca od 1999 roku.

## Historia
Pierwsze karty obciążeniowe American Express wprowadził w 1958 roku. W 1966 roku firma wprowadziła kartę Premier Rewards Gold, a w 1984 roku kartę Platinum. Początkowo oferowano ją na zaproszenie klientom American Express od co najmniej dwóch lat, którzy wydawali dużo pieniędzy i mieli doskonałą historię płatności. Oplata roczna z tę kartę wynosiła 250 USD. W 1999 roku wprowadzono Centurion Card. Nazwa jest związana z rzymskim centurionem i nawiązuje do logo firmy. Istnieją trzy rodzaje kart American Express Centurion: osobista, biznesowa i firmowa. O Centuriona nie można wnioskować. Zaproszenie oprócz obywateli USA mogą otrzymać mieszkańcy kilkudziesięciu krajów Europy, Azji, Bliskiego Wschodu i Ameryki Południowej.
Od 1 czerwca 2007 roku karta wytwarzana jest z tytanu – tylko karta główna, karty podłączone do konta są nadal z plastiku. Posiadaczami kart jest ok. 20 tys. osób na świecie, a w Polsce kilkadziesiąt.
Większość z polskich posiadaczy została zaproszona do programu Centurion przez centralę American Express w Nowym Jorku lub centralę europejską w Londynie. Również w innych krajach, aby stać się posiadaczem Czarnej Karty trzeba wydawać ok. 250 tys. USD rocznie, ale także zostać zaproszonym przez centralę American Express w Nowym Jorku lub centralę europejską w Londynie.
Użycie karty odbywa się bez konieczności podawania kodu PIN. Okres bez odsetek wynosi standardowo do 45 dni od pierwszego dnia okresu rozliczeniowego, lecz w pojedynczych przypadkach może zostać dobrany indywidualnie. Istnieje obszerny program ubezpieczeniowy obejmujący wszystkich posiadaczy kart związanych z karta główną. Posiadacz karty American Express Centurion w ramach jednej opłaty może mieć podłączonych do swego konta oprócz dwóch kart własnych (na rozgraniczenie wydatków prywatnych oraz firmowych): jedną dodatkową American Express Centurion dla dowolnej osoby oraz do dziewiętnastu kart Amex innego typu, w tym pięć kart American Express Platinum oraz dodatkowo po kilka kart American Express Gold i American Express Green. American Express Centurion jest kartą wymagającą spłaty całego zadłużenia przypadającego na miesięczny okres rozliczeniowy.

## Dostępność i opłaty
Od 1 lipca 2007 zmienione zostały zasady wydawania karty. By w ogóle zostać wziętym pod uwagę przez American Express wymagane są minimalne wydatki w wysokości 250 000 USD na innej karcie Amex. Roczna opłata jest ustalana w zależności od zamieszkiwanego kraju i dla USA wynosi 2800 USD a dla większości krajów UE jest to 2800 EUR lub 1800 GBP. W roku 2009 wprowadzono również – za dodatkowa opłatę roczną w wysokości 1400 USD /1400 Euro/650 GBP – możliwość wystawienia dodatkowych kart Centuriona poza wliczonymi w roczną opłatę główną.
| Kraj                                          | Opłata                              | Wartość w PLN          |
| --------------------------------------------- | ----------------------------------- | ---------------------- |
| Stany Zjednoczone                             | 5000 USD + jednorazowo 10000 USD    | 19 880 PLN + 39 760PLN |
| Wielka Brytania                               | 1800 GBP                            | 8100 PLN               |
| Francja, Włochy, Hiszpania Holandia i Szwecja | 2800 EUR                            | 11 700 PLN             |
| Niemcy                                        | 2800 EUR                            | 11 700 PLN             |
| Szwajcaria                                    | 2000 CHF                            | 4500 PLN               |
| Australia                                     | 4800 AUD                            | 9500 PLN               |
| Japonia                                       | 168 000 JPY                         | 3800 PLN               |
| Hongkong                                      | 19 800 HKD + jednorazowo 23 800 HKD | 6750 PLN + 8300 PLN    |
| Singapur                                      | 5000 SGD                            | 9000 PLN               |
| Meksyk                                        | 27 000 MXN                          | 6750 PLN               |
| Izrael                                        | 2000 USD                            | 5500 PLN               |
| Rosja                                         | 85 000 RUB                          | 8300 PLN               |

## Korzyści z posiadania karty
Karta przydatna jest zarówno do użytku osobistego jak i biznesowego. Centurion Concierge Centre bez przerwy jest do dyspozycji posiadaczy kart, umożliwia także pomoc prawną czy medyczną, organizuje podróże, rezerwuje przeloty i hotele, rezerwuje stoliki w restauracjach, załatwia bilety w lożach VIP na występy światowych gwiazd, specjalne wydarzenia sportowe i kulturalne. Karta daje wiele przywilejów, np. prywatny doradca w znanych butikach, m.in. u Gucciego, w salonach Bulgari, Saks Fifth Avenue, Harrods, dostęp do lotniskowych klubów w ramach programu Priority Pass niezależnie dla siebie oraz posiadacza dodatkowej karty Centuriona oraz członkostwo w wielu programach lojalnościowych. Centurion zapewnia również możliwość wynajęcia pokoju w wielu hotelach bez uprzedniej rezerwacji, podwyższenie klasy pokoju czy w bonusie możliwość skorzystania z jednej darmowej nocy w hotelach, m.in. sieci Hilton, Mandarin Oriental, Kempinski Hotels, Fine Hotels & Resorts, Radisson SAS, siec Burj Al Arab, The Raffles, The Dorchester, czy The George V w Paryżu. Dodatkowe korzyści wynikające z posiadania Centuriona to bezpłatne bilety na loty transatlantyckie czy podwyższenie klasy biletu.
Posiadacz Centuriona na specjalnych warunkach ma dostęp do wynajmu prywatnych jachtów, odrzutowców czy luksusowych samochodów. W ramach programu lojalnościowego przy odpowiednio wysokim poziomie wydatków posiadacze Centuriona nagradzani byli np. w roku 2008 – łodzią motorowa 27 ft Classic Mahogany Boat firmy Grand Craft Boat Company czy w roku 2009 – samochodem marki Porsche 911 Carrera.

## Black Ink
W roku 2004 American Express zaczął wysyłać posiadaczom Centuriona specjalne, niezatytułowane czasopismo. Od numeru na wiosnę 2007 magazyn zyskał nazwę – Black Ink. W Europie magazyn w czarnych okładkach z tłoczeniami ukazuje się pod nazwą Centurion Magazine. Magazyn zawiera również specjalne oferty kierowane tylko do posiadaczy karty Centurion. Dodatkowo nieregularnie wydawany jest magazyn tematyczny Centurion Yachting Special.